# Raúl González Moreyra
Raúl González Moreyra (Lima, 29 de octubre de 1934 - Lima, 22 de noviembre de 2002) fue un psicólogo, educador e investigador peruano. Se graduó en la Universidad Nacional Mayor de San Marcos donde también obtuvo su doctorado con la especialidad de psicología, la que posteriormente lo reconoció con la distinción de "profesor emérito". Fue catedrático en las más importantes universidades del Perú. 

## Obra
- Psiquismo y Sociedad
- La Formación de Conceptos en Niños Bilingües
- Los Marcos Sociales de la Psicología
- Hacia Nuestra Propia Tecnología Educativa
- Reforma y Tecnología Educativa
- Biología y Conducta Humana
- ¿Nos comunicamos realmente los peruanos?
- Problemas Psicológicos de la Comunicación Lingüística en el Perú
- Cultura de Paz; Psicolingüística
- La Educación en el Perú: Estado de la Cuestión
- Un nuevo paradigma en las ciencias de la conducta
- Crecimiento de los valores
- Psicología del Aprendizaje
- Psicología Cognitiva y sus aplicaciones en la Psicología Clínica y la Educación
- Las rutas de la psicolingüística
- Función poética del lenguaje: una aproximación heurística
- Las rutas de la psicolingüística: un enfoque constructivista
- Instrumentos psicolingüísticos
- Psicolingüística Literaria
- Fragmentos, maestro sin tiempo